# Yoshinari Hyakutake
Yoshinari Hyakutake (百武 義成 Hyakutake Yoshinari?), född 21 november 1977 i Nagasaki prefektur, är en japansk före detta fotbollsspelare.
Hyakutake började sin karriär 1996 i Cerezo Osaka. 1999 flyttade han till Denso. Han avslutade karriären 2000.